# Touch (album Amerie)
Touch è il secondo album discografico in studio della cantante statunitense Amerie, pubblicato nel 2005.

## Tracce
1. 1 Thing (Amerie Rogers, Rich Harrison, Stanley Walden) – 4:01
2. All I Need (Rogers, Harrison, Dexter Wansel) – 3:09
3. Touch (Rogers, Sean Garrett, James Phillips, Jonathan Smith, Craig Love, LaMarquis Jefferson) – 3:38
4. Not the Only One (Rogers, Andre Gonzalez, Bryce Wilson, Makeda Davis, Simon Johnson) – 3:46
5. Like It Used to Be (Rogers, Harrison) – 3:39
6. Talkin' About (Rogers, Harrison) – 4:19
7. Come with Me (Harrison) – 3:34
8. Rolling Down My Face (Rogers, Harrison, Roy Ayers) – 3:34
9. Can We Go (featuring Carl Thomas) (Rogers, Carl Thomas, Roosevelt Harrell III, Maurice White, Philip Bailey) – 3:29
10. Just Like Me (Rogers, Andre Harris, Vidal Davis, Jason Boyd, Ryan Toby, Sunshine Anderson) – 3:46
11. Falling (Rogers, Andy Thelusma) – 4:58
12. 1 Thing (Remix featuring Eve) (Rogers, Harrison, Eve Jeffers, Walden) – 4:18
13. Why Don't We Fall in Love (Richcraft Remix) (Harrison) – 3:36

## Classifiche
| Classifica (2005)           | Posizione raggiunta |
| --------------------------- | ------------------- |
| Stati Uniti (Billboard 200) | 5                   |